# Dolichowithius minutus
Dolichowithius minutus är en spindeldjursart som beskrevs av Volker Mahnert 1979. Dolichowithius minutus ingår i släktet Dolichowithius och familjen Withiidae. Inga underarter finns listade i Catalogue of Life.